# Krokella
Krokella is een geslacht van vliesvleugeligen uit de familie Mymaridae. De wetenschappelijke naam van dit geslacht is voor het eerst geldig gepubliceerd in 1993 door Huber.

## Soorten
Het geslacht Krokella omvat de volgende soorten:
- Krokella bella Huber, 1993
- Krokella fera Huber, 1993